# Mohamed Hussein Ali
Major Mohamed Hussein Ali (* 1956 in Eldoret) ist ein kenianischer Beamter und gehört der Volksgruppe der Somali an. Er war bei den Unruhen in Kenia 2007/2008 der Polizeichef von Kenia und ist derzeit (Dezember 2010) Chef der kenianischen Post.
Am 15. Dezember 2010 wurde dem Internationalen Strafgerichtshof (IStGH) von dessen Chefankläger, Luis Moreno Ocampo, eine Vorladung Mohamed Hussein Ali betreffend übergeben. Wenn dem Antrag stattgegeben werden sollte, so müsste er sich vor dem Gericht wegen Verbrechen gegen die Menschlichkeit verantworten.